# Malcolm Cannon
Malcolm Cannon (Birmingham, 22 giugno 1944) è un ex danzatore su ghiaccio britannico. Pattinando con Yvonne Suddick ha vinto una medaglia d'argento (nel 1968) e una di bronzo (nel 1967) ai Campionati mondiali e due medaglie d'argento (nel 1967 e nel 1968) ai Campionati europei di pattinaggio di figura.

## Palmarès
| Evento                          | 1967 | 1968 |
| ------------------------------- | ---- | ---- |
| Campionati mondiali             | 3°   | 2°   |
| Campionati europei              | 2°   | 2°   |
| Campionati nazionali britannici | 2°   | 2°   |